# Rhabinopteryx turanica
Rhabinopteryx turanica är en fjärilsart som beskrevs av Nicolas Grigorevich Erschoff 1874. Rhabinopteryx turanica ingår i släktet Rhabinopteryx och familjen nattflyn. Inga underarter finns listade.